# Orthotrichum fuscum
Orthotrichum fuscum là một loài rêu trong họ Orthotrichaceae. Loài này được (Venturi) Venturi mô tả khoa học đầu tiên năm 1899.